# ヨージェフ・コチアン
ヨージェフ・コチアン（József Kóczián、1926年8月4日 – 2009年12月10日）は、ハンガリー・ブダペスト出身の元卓球選手。1947年から1959年にかけて世界卓球選手権に出場し、3個の金メダルを含む14個のメダルを獲得している。
1956年にドイツのクラブチームへ移籍、1957年に現役引退しスウェーデンに移住した。
2009年12月10日、83歳で死去。妹のエヴァ・コチアンも卓球選手で世界卓球選手権で数多くのメダルを獲得している。

## 主な競技成績
- 世界卓球選手権
  - 1949年ストックホルム：団体金メダル
  - 1952年ボンベイ（ムンバイ）：団体金メダル
  - 1953年ブカレスト：ダブルス金メダル
  - 1950年ブダペスト：団体銀メダル
  - 1951年ウィーン：ダブルス銀メダル
  - 1951年ウィーン：団体銀メダル
  - 1952年ボンベイ（ムンバイ）：シングルス銀メダル
  - 1953年ブカレスト：団体銀メダル
  - 1951年ウィーン：混合ダブルス銅メダル
  - 1952年ボンベイ（ムンバイ）：混合ダブルス銅メダル
  - 1953年ブカレスト：シングルス銅メダル
  - 1953年ブカレスト：混合ダブルス銅メダル
  - 1955年ユトレヒト:ダブルス銅メダル
  - 1955年ユトレヒト:団体銅メダル

- ハンガリー選手権
  - シングルス優勝：1949年、1950年、1952年、1955年
  - ダブルス優勝：1949年、1951年、1952年、1953年、1955年
  - 混合ダブルス優勝：1953年、1954年